# جفت خط بر واحد طول

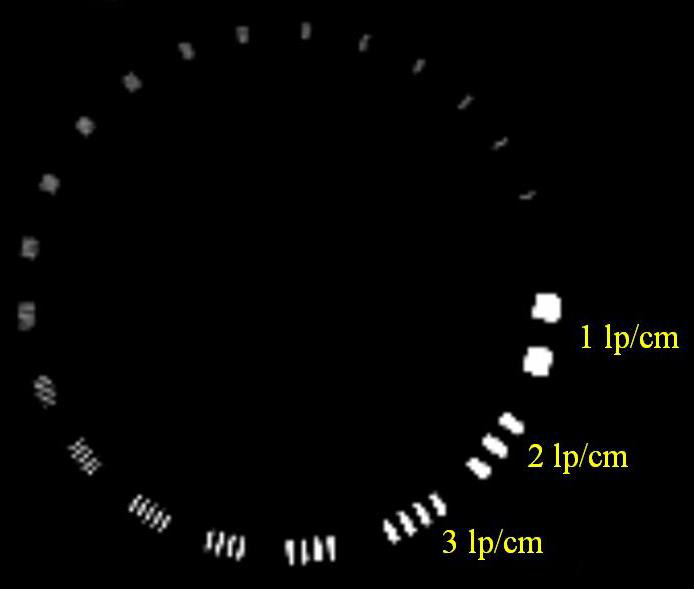
یک resolution toolbar که در کنترل کیفیت تجهیزات تصویربرداری پزشکی کاربرد دارد.

جفت خط بر واحد طول (به انگلیسی: Line Pair per unit length) در علوم تصویری یکای سنجش وضوح تصویری است.
منظور از جفت خط یک پیکسل تاریک و یک پیکسل روشن است.
اغلب آن را با lp/mm یا lp/cm نشان می‌دهند، بسته به اینکه واحد طول میلیمتر باشد یا سانتیمتر.